# Apokalipsa (zespół muzyczny)
Apokalipsa – polski zespół blues-rockowy i jazz-rockowy skupiający legendarnych już dziś muzyków, wywodzących się z polskiej sceny bluesowej i rockowej.

## Historia
Apokalipsa powstała w 1973 roku w Katowicach z inicjatywy Ireneusza Dudka (śpiew, harmonijka ustna, skrzypce) oraz gitarzysty Macieja Radziejewskiego (eks- grupa Czesława Niemena). Ponadto w skład zespołu wchodzili: Krystian Wilczek (gitara basowa, śpiew) i Marek Surzyn (perkusja).

Graliśmy ostrego blues-rocka ale było w tym też dużo odlotu. Jazz-rock mocno zafascynowany Mahavishnu Orchestra.

W początkowym okresie były to utwory wyłącznie instrumentalne, m.in. konceptualny utwór w klimacie orientalnym pt. Maniol – zespół nie stronił od nieparzystych metrów, typu 5/4, czy 7/8. W lipcu 1974 roku Apokalipsa wraz z grupą SBB pojechała na swoją pierwszą trasę koncertową do Szczecina. Muzycy przez miesiąc koncertowali w klubach i pracowali nad własnym repertuarem. Grupa wykonywała także światowe hity, m.in. z repertuaru Jamesa Browna (Sex Machine). Następnym przystankiem koncertowym była m.in. warszawska Stodoła. 21 listopada tego samego roku Dudek, Radziejewski i Surzyn wspomogli Breakout (Tadeusz Nalepa, Jerzy Goleniewski) zasilając jego skład podczas specjalnego koncertu na XXI Musicoramie oraz trasy koncertowej z okazji przyznania mu Złotej płyty za longplay Karate. W tym okresie działalność zespołu przebiegała dwutorowo. Tym drugim torem było zarobkowe akompaniowanie Jerzemu Grunwaldowi pod nazwą jego zespołu En Face.  W pierwszej części wspólnych występów Apokalipsa prezentowała własne utwory. Współpraca z Grunwaldem trwała dwa lata (1973–1975). Grupa zyskała pewną popularność i usamodzielniła się pod koniec 1975 roku. Wtedy dołączyli nowi muzycy: gitarzysta Jan Borysewicz w miejsce Radziejewskiego, który wrócił do zespołu Niemena i Andrzej Dybul (instrumenty perkusyjne), a w późniejszym okresie Rafał Rękosiewicz (instrumenty klawiszowe). Muzykę którą wtedy grali Dudek nazwał prostym bluesem i hard-rockiem bez kombinowania i żartów. Pojawiły się także wielogłosowe partie wokalne.

Grałem ze świetnymi muzykami ze Śląska. Krystian Wilczek to, uważam, jeden z lepszych basistów na świecie. Gra przepięknie artykulacyjnie, układa piękne melodie basowe. Jego szczególnie zapamiętałem z tego zespołu. Nas interesowało przede wszystkim granie muzyki klimatycznej. Apokalipsa grała muzykę trochę zbliżoną do SBB.

Z Maćkiem graliśmy ambitnie, dużo skrzypiec było. Z Borysewiczem poszliśmy bardziej w rocka, hard-pop... Dużo ćwiczyliśmy i pracowaliśmy nad sobą. Na koncertach Apokalipsa dobrze brzmiała. Na koniec mieliśmy Hammonda, mieliśmy bardzo dobry sprzęt.

W 1976 roku grupa wystąpiła na imprezach: Super Arena w Poznaniu i Wielkopolskie Rytmy Młodych w Jarocinie, koncertowała z Dzikim Dzieckiem i Budką Suflera. Podczas poznańskiego koncertu poprzedzającego występ Budki, zespół został entuzjastycznie przyjęty przez publiczność i przyćmił lublinian. W czerwcu tego samego roku Apokalipsa dokonała nagrań dla Radia Poznań: Ta Duda, Daj Mi Znać, Hej Ucieka Czas, Bieg Ku Promieniom Słońca. Ich realizatorem był Ryszard Gloger. Utwory opublikowano po wielu latach na płycie Niepublikowane w 11-płytowej antologii Irek Dudek Anthology 1976-2006. Komponowali głównie Dudek i Wilczek, zaś teksty pisali: Józef Tara, Józef Andrzej Grochowina i Jerzy Harasymowicz. 4 września 1976 roku Apokalipsa ponownie w towarzystwie Budki Suflera wystąpiła w katowickim Spodku poprzedzając występ irlandzkiego gitarzysty Rorego Gallaghera. Koncert został fatalnie nagłośniony i przez to nie należał do udanych. Zespół nadal występował, lecz tamten okres nie był szczęśliwy dla muzyki rockowej w Polsce. Zmienił się odbiorca oraz muzyczne gusta, rodził się punk i królowało disco. Borysewicz przyjął propozycję Budki Suflera i odszedł. Apokalipsa przestała istnieć latem 1977 roku, a jesienią Dudek wraz z Janem Janowskim założył bluesowy duet Irjan. Wilczek grał w zespołach Bractwo i Breakout, a następnie zamieszkał w Niemczech, a Surzyn został perkusistą grup Krzak, Aerobus (uznawany za pierwszy zespół heavymetalowy w Polsce) i również Breakout.

## Dyskografia
- Ireneusz Dudek – Irek Dudek Anthology 1976-2006 (2006) (CD 11: Apokalipsa, Shakin' Dudi, Irek Dudek – Niepublikowane, Radio Poznań (06.1976) – nagrania radiowe: Ta Duda, Daj mi znać, Hej, ucieka czas, Bieg ku promieniom słońca)